# Pagyda arbiter
Pagyda arbiter is een vlinder uit de familie van de grasmotten (Crambidae), uit de onderfamilie van de Pyraustinae. De wetenschappelijke naam van deze soort is voor het eerst voorgesteld als Botys arbiter door Arthur Gardiner Butler in een publicatie uit 1879.
De soort komt voor in Japan.